# Unabhängiger Parteien-Transparenz-Senat
Der Unabhängige Parteien-Transparenz-Senat (UPTS) ist eine österreichische Behörde, welche den Vollzug der Strafbestimmungen des Parteiengesetzes 2012 wahrnimmt.

## Zuständigkeit
Das Parteiengesetz 2012, mit welchem die Behörde erstmals eingerichtet worden ist, ist im Juni 2012 von SPÖ, ÖVP und den Grünen im Nationalrat beschlossen worden und am 1. Juli 2012 in Kraft getreten. In diesem Gesetz ist die Verpflichtung der politischen Parteien zur Abgabe von Rechenschaftsberichten sowie zur Meldung von Privatspenden an den Rechnungshof normiert worden. Verstößt – aus Sicht des Rechnungshofes – eine politische Partei gegen diese Verpflichtungen, kann der UPTS nach einer Mitteilung durch den Rechnungshof und Sichtung der maßgeblichen Unterlagen Verwaltungsstrafen aussprechen.
Diese Strafen können in einer Geldbuße oder auch dem Verfall von Vermögenswerten, z. B. von zu Unrecht erhaltenen Spenden, bestehen. Sie können über politische Parteien an sich, deren verantwortliche Organe sowie andere Personen (z. B. Spender, die zwecks Umgehung der Bestimmungen des Parteiengesetzes ihre Spenden in Teilbeträge zerlegen) verhängt werden. Gegen die Bescheide des UPTS kann Beschwerde beim Bundesverwaltungsgericht erhoben werden.

## Zusammensetzung
Der UPTS besteht aus drei Mitgliedern, wobei eines als Vorsitzender und eines als Vorsitzender-Stellvertreter fungiert. Für jedes Mitglied wird ein Ersatzmitglied benannt. Die Mitglieder sind in Ausübung ihres Amtes unabhängig und an keine Weisungen gebunden (§ 11 Abs. 1 PartG). Voraussetzung für eine Bestellung sind unter anderem ein abgeschlossenes Studium der Rechtswissenschaften, zehnjährige Berufserfahrung und umfassende Kenntnisse des österreichischen Parteiensystems. In einem spitzenpolitischen Amt (z. B. als Mitglied der Bundesregierung oder einer Landesregierung) oder für eine politische Partei beruflich tätige Personen dürfen nicht bestellt werden.
Die Mitglieder des UPTS werden vom Bundespräsidenten auf Vorschlag der Bundesregierung für eine Funktionsperiode von fünf Jahren bestellt, eine Wiederbestellung ist zulässig. Bei der Auswahl der vorzuschlagenden Personen ist die Bundesregierung an Besetzungsvorschläge der Präsidenten der drei Höchstgerichte (Verfassungsgerichtshof, Verwaltungsgerichtshof und Oberster Gerichtshof) gebunden.
Seit Ende 2023 ist Bernhard Stöberl Vorsitzender des UPTS, zu seinem Stellvertreter ist Peter Bußjäger bestellt worden. Weiteres Mitglied ist Marcella Prunbauer-Glaser.

## Geschäftsstelle
Die Geschäftsstelle des UPTS ist beim Bundeskanzleramt eingerichtet. Auf der Website des Bundeskanzleramtes veröffentlicht der UPTS seine Entscheidungen (Bescheide) sowie seine Geschäftsordnung.